# Озокерит

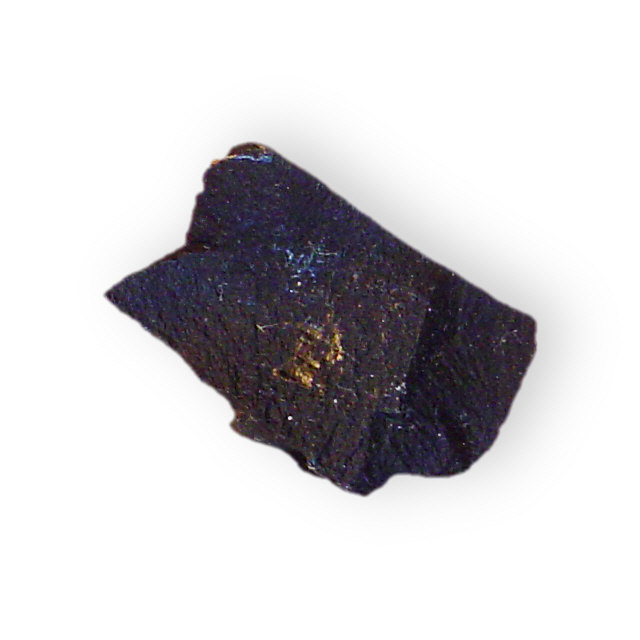
Озокерит из рудника в Юте

Озокерит (от др.-греч. ὄζω — пахну и κηρός — воск), или горный воск, — природный углеводород из группы нефти, по другим данным — из группы нефтяных битумов. Является смесью высокомолекулярных твёрдых насыщенных углеводородов (обычно состоит из 85-87 % углерода и 13-14 % водорода), по консистенции напоминает пчелиный воск, имеет запах керосина.

## Месторождения
Озокерит добывается в тридцати различных странах, самые известные месторождения находятся в Нортумберленде, Уэльсе, Шотландии, на полуострове Челекен и в Юте (хотя последний источник уже почти полностью истощён). Залежи озокерита располагаются по обе стороны Карпат, однако единственными местами добычи озокерита здесь являются города Борислав (Львовская область, Украина), Старуня и Дзвиняч (Ивано-Франковская область, Украина).
Считается, что залежи озокерита образуются подобно минеральным жилам, благодаря постепенному испарению и окислению нефти и образующемуся при этом расплавленному парафину, который застывает в расщелинах, где раньше находилась жидкость. В природе озокерит может встречаться в различных формах — от мягкого воскообразного вещества до чёрной массы, твёрдой, как гипс.

## Свойства
Удельный вес — от 0,85 до 0,97, чаще от 0,91 до 0,95, температура плавления — от 58 до 100 °C. Озокерит растворяется в эфире, нефти, бензоле, скипидаре, хлороформе, сероуглероде и в некоторых других веществах. Озокерит, добываемый в Галиции, варьируется по цвету от светло-жёлтого до тёмно-коричневого, также часто встречается зелёный озокерит (такая окраска получается благодаря дихроизму) и плавится при температуре 62 °C. Консистенция — от мягкой, пластичной до твердой, хрупкой. Излом неровный, структура иногда волокнистая. Элементарный состав близок к парафину.

## Добыча и использование
В Галиции добыча озокерита осуществляется вручную, однако на одном из рудников (глубиной в 200 метров и шириной в 225) для перевозки, подъёма и вентиляции используются механизмы. На тех разработках, где используются обычные валы и штольни, озокерит добывается путём глубокого бурения породы, затем отделяется от неё вручную. В редких случаях, когда сразу отделить чистый озокерит от камня невозможно, смесь воска и горных пород варят в больших котлах, пока озокерит не всплывает на поверхность. Затем озокерит варят ещё раз, чтобы полностью очистить его от примесей, после чего формуют в цилиндрические слитки со слегка заострёнными концами, в таком виде озокерит и поступает на рынок. Необработанный озокерит очищают также с помощью серной кислоты, а затем с помощью древесного угля. Очищенный озокерит называется церезином.
В 1940 году, когда стал широко использоваться парафин, добыча озокерита сократилась, но и в наши дни он используется для изготовления свечей и изоляторов, так как имеет бо́льшую температуру плавления, чем парафин, а также для приготовления различных смазок и мазей для технических и медицинских нужд; в строительной промышленности.
На территории бывшего СССР озокерит также используется в озокеритотерапии — разновидности теплолечения, метода физиотерапии.